# Medibank International 2010
Il Medibank International Sydney 2010 è stato un torneo di tennis giocato sul cemento.
È stata la 118ª edizione del torneo, dal 2009 conosciuto come Medibank International Sydney facente parte sia dell'ATP World Tour 250 series nell'ambito dell'ATP World Tour 2010 che del Premier nell'ambito del WTA Tour 2010.
Sia le donne che gli uomini hanno giocato nell'impianto di NSW Tennis Centre a Sydney in Australia dal 10 al 16 gennaio 2010.

## Partecipanti WTA

### Teste di serie
| Nazionalità | Giocatore          | Ranking1 | Testa di serie |
| ----------- | ------------------ | -------- | -------------- |
| Stati Uniti | Serena Williams    | 1        | 1              |
| Russia      | Dinara Safina      | 2        | 2              |
| Russia      | Svetlana Kuznecova | 3        | 3              |
| Danimarca   | Caroline Wozniacki | 4        | 4              |
| Russia      | Elena Dement'eva   | 5        | 5              |
| Bielorussia | Viktoryja Azaranka | 7        | 6              |
| Serbia      | Jelena Janković    | 8        | 7              |
| Russia      | Vera Zvonarëva     | 9        | 8              |

- 1Ranking al 4 gennaio 2010

### Altre partecipanti
Giocatrici che hanno ricevuto una Wild card:
- Casey Dellacqua
- Justine Henin (ritirata)

Giocatrici passate dalle qualificazioni:

- Jill Craybas
- Kimiko Date Krumm
- Vera Duševina
- Anna-Lena Grönefeld
- Varvara Lepchenko
- Ágnes Szávay

Giocatrici lucky loser:
- Timea Bacsinszky

## Partecipanti ATP

### Teste di serie
| Nazionalità | Giocatore       | Ranking1 | Testa di serie |
| ----------- | --------------- | -------- | -------------- |
| Francia     | Gaël Monfils    | 13       | 1              |
| Rep. Ceca   | Tomáš Berdych   | 20       | 2              |
| Svizzera    | Stan Wawrinka   | 21       | 3              |
| Australia   | Lleyton Hewitt  | 22       | 4              |
| Stati Uniti | Sam Querrey     | 25       | 5              |
| Serbia      | Viktor Troicki  | 29       | 6              |
| Russia      | Igor' Andreev   | 35       | 7              |
| Germania    | Benjamin Becker | 40       | 8              |

- 1Ranking al 4 gennaio 2010.

### Altri partecipanti
Giocatori che hanno ricevuto una Wild card:
- Carsten Ball
- Nick Lindahl
- Peter Luczak

Giocatori passati dalle qualificazioni:

- Juan Ignacio Chela
- Frederico Gil
- Marinko Matosevic
- Leonardo Mayer

Giocatori lucky loser:
- Daniel Gimeno Traver
- Taylor Dent

## Campioni

### Singolare maschile
Marcos Baghdatis ha battuto in finale  Richard Gasquet con il punteggio di 6–4, 7–6(2).

### Singolare femminile
Elena Dement'eva ha battuto in finale  Serena Williams con il punteggio di 6–3, 6–2.

### Doppio maschile
Daniel Nestor /  Nenad Zimonjić hanno battuto in finale  Ross Hutchins /  Jordan Kerr con il punteggio di 6–3, 7–6(5).

### Doppio femminile
Cara Black /  Liezel Huber hanno battuto in finale  Tathiana Garbin /  Nadia Petrova con il punteggio di 6–1, 3–6, [10–3].